# Алілуїарій
Алілуїарій - піснеспів, це змінна частина літургії, що складається із неодноразового співу молитовного слова "Алілуя" з віршами з Книги псалмів, що передує читанню Євангелія. Існує у більшості церковних обрядів.

## Увізантійському обряді
У візантійському обряді (Православній церкві і ряді східнокатолицьких церков) алілуіарій частіше за все складається з триразового співу молитовного слова "Алілуйя", що поділяються двома віршами з Книги псалмів, а на алілуйних богослужіннях часто — із чотириразового. Сенс алілуіарія полягає в підготовці тих, хто молиться до читання Євангелія і деяких інших священних текстів, у зв'язку з чим цьому піснеспіву надається особлива урочистість. За богослужбовим статутом спів алілуіарію повинен супроводжуватися кадінням вівтаря, іконостасу і людей,які приносять молитву, але в сучасній практиці кадіння зазвичай відбувається раніше — під час читання книги Апостола. Головний сенс несе в алілуарії саме молитвене слово Алілуйя, а не вірші псалмів, тому піснеспіви не є антифоном або прокімном .
Протягом богослужбового року алілуіарій співається на всіх літургіях Іоанна Златоуста і Василя Великого (за винятком Великої суботи, коли він замінюється на спів 81 псалма), на вечірні Великої п'ятниці і утрені Великої суботи. У Великі понеділок, вівторок та середу). Крім літургії виконання алілуіарію відбувається при здійсненні таїнства хрещення, миропомазання, шлюбу, єлеосвячення, а також деяких потреб (відспівування, водоосвячення), оскільки в їх чинопослідування входить читання книги Апостола та Євангелія.
Вибір віршів для процесії алілуарію на літургію пов'язаний з днем тижня і подією, що святкується, більшість віршів міститься в богослужбовій книзі Апостолу .

## У Давньосхідних православних церквах
Алілуарій є і в літургіях східних обрядів. У коптському обряді перед Євангелієм читається рядовий псалом Давида, що завершується співом слова Алілуя. В вірменському обряді хор двічі співає Алілуя і вірш псалма, а потім диякон виголошує третє слово Алілуя.
В ефіопській літургії алілуіарій є незмінним і складається з перших трьох віршів 33 псалма, що перемежуються зі співом слова Алілуя. В Яковитській церкві ( західно-сирійський обряд ) алілуарій також незмінна частина традиції: диякон виголошує Псалом Давида перед молитвою «Отче наш», отримує благословення від священика і двічі співає Алілуя, а потім священик читає славослів'я на вірші псалма 95 з Алілуя. У східно-сирійському обряді алілуарій називається Zumara і складається з віршів змінного псалма з Алілуя.

## У західних обрядах
Попервах алілуіарій у римському обряді виконувався лише в період від Великодня до П'ятидесятниці, про що свідчать блаженний Августин і отець Григорій Великий (хоча останній відзначав випадки співу алілуіарія та за рамками П'ятидесятниці). Останній пов'язував встановлення цього співу з отцем Дамасом і блаженним Ієронімом, які перейняли цей звичай від Єрусалимської церкви . Вже до IX століття встановився звичай співати алілуіарій протягом усього календарного року, за винятком Адвента, Великого посту та заупокійних мес, а в період від Великодня П'ятидесятниці Алілуя, крім власне алілуіарія, була присутня у святкових антифонах .
Алілуярій римського обряду частіше називається просто " Alleluia " і  складається з дворазового співу Алілуя, вірша псалма (versus) і третього співу Алілуя. На тридентській месі алілуіарій співався після градуалу перед Євангелієм, у пореформеній месі — після другого читання перед Євангелієм (градуал розміщений між першим і другим читанням). Під час Адвенту, Великого посту та на заупокійних месах алілуарій замінюється на тракт або особливий « вірш перед Євангелієм ».
В амвросіанському обряді градуал та алілуарій співаються перед Євангелієм. У мосарабському обряді алілуіарій називається Laudes, виконується після Євангелія і проповіді і складається з слова Алілуя, одного або більше віршів з Псалтирі та ще одного Алілуя. Нині не існуючий галіканський обряд був одним з небагатьох, які не знали алілуарію: до і після Євангелія виконувалась Трисвята пісня, а Laudes, схожий на мосарабський, співався після оферторія .
У Маланкарській церкві ритуал Алілуіарію є триразовим співом слова «алілуйя» тричі (всього — 9 разів).